# Castello di Aertrycke
Il castello di Aertrycke (in  olandese Kasteel d'Aertrycke) è un castello della Provincia delle Fiandre Occidentali in Belgio, situato a Torhout.
Fatto costruire da August de Maere d'Aertrycke, ancora oggi il castello è conosciuto con il nome De Maeres kasteel
Si trova tra il centro di Torhout, Wijnendale e Aartrijke.
Il castello è situato all'interno di un giardino romantico con uno stagno di grandi dimensioni, prati e boschi.

## Storia
La storia del dominio d'Aertrycke inizia nel 1865, quando August de Maere, l'ideatore del porto di Zeebrugge, acquistò la tenuta di 98 ettari Verloren Kost.
Dal 1869 al 1874 fece costruire il castello neogotico, ora in posizione centrale. Nel 1897, de Maere ottenne di aggiungere al suo nome il titolo nobiliare d'Aertrycke.
Fatta eccezione per un breve periodo dopo la prima guerra mondiale, la tenuta è sempre stata di proprietà della famiglia.
Xavier de Maere, l'ultimo proprietario del castello, divenne noto come secondo in comando della spedizione belga al Polo Sud del 1958-1959.
Dopo la morte di sua madre, che visse nel castello come ultimo membro della famiglia, il castello passò sotto l'amministrazione della Provincia delle Fiandre Occidentali con l'accordo di un'apertura parziale del parco del castello al pubblico.
Nel 2012, la provincia ne acquisì la piena proprietà. Oggi il castello è un hotel di lusso, ristorante e centro congressi.
Sull'altro lato della strada asfaltata che collega Torhout a Ostenda si trova la tenuta del castello di Wijnendale.